# Port de Ferrol

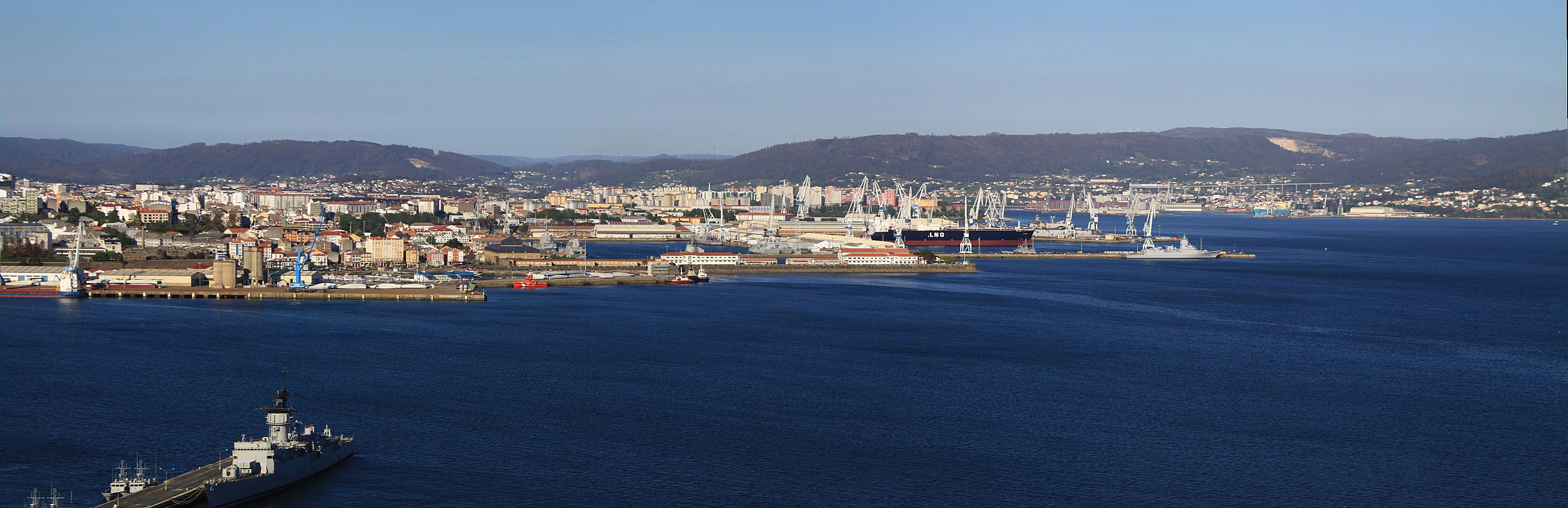
Port de Ferrol.

El port de Ferrol és un port militar, pesquer, comercial, de passatgers i esportiu de la ciutat gallega de Ferrol, a la província de la Corunya. Es troba integrat a la província marítima de Ferrol.
Una part de les seves instal·lacions es troben a l'interior de la ria de Ferrol i d'altres s'estan construint a l'exterior de la mateixa ria, entre els caps Prioriño i Segaño, formant el que serà el futur port exterior de Ferrol.
És un port especialitzat en mercaderies a granel: carbó per a la central tèrmica d'As Pontes, ferralla per la fàbrica Megasa, fusta i derivats, exportació de maquinària o paper premsa transportat en tren.